# Sphoeroides parvus
Sphoeroides parvus es una especie de peces de la familia Tetraodontidae en el orden de los Tetraodontiformes.

## Morfología
Los machos pueden llegar alcanzar los 15 cm de longitud total.

## Hábitat
Es un pez de mar de clima subtropical y demersal.

## Distribución geográfica
Se encuentra en el Atlántico occidental: desde el noroeste de Florida (Estados Unidos) hasta Campeche (México ).

## Observaciones
Es inofensivo para los humanos.